# اوگنو

صلیب هیوگنات‌ها

اوگنو (به فرانسوی: Huguenot) یا پروتستان‌های فرانسه به گروهی قومی-مذهبی و پروتستان در سده‌های ۱۶ و ۱۷ میلادی گفته می‌شود. پروتستان‌های فرانسه از نوشته‌های ژان کالون در دههٔ ۱۵۳۰ میلادی الهام می‌گرفتند و در پایان سدهٔ ۱۶ میلادی اوگنو نام نهاده شدند. در پایان سدهٔ ۱۷ میلادی و اوایل سدهٔ ۱۸ میلادی، حدود ۵۰۰ هزار اوگنو به دلیل آزار و اذیت به خاطر مذهبشان، مجبور به ترک فرانسه شدند. آنان به ممالک پروتستان نظیر انگلستان، ایرلند، ولز، آفریقای جنوبی و... مهاجرت کردند.